# Kanaalbrug van Cacor

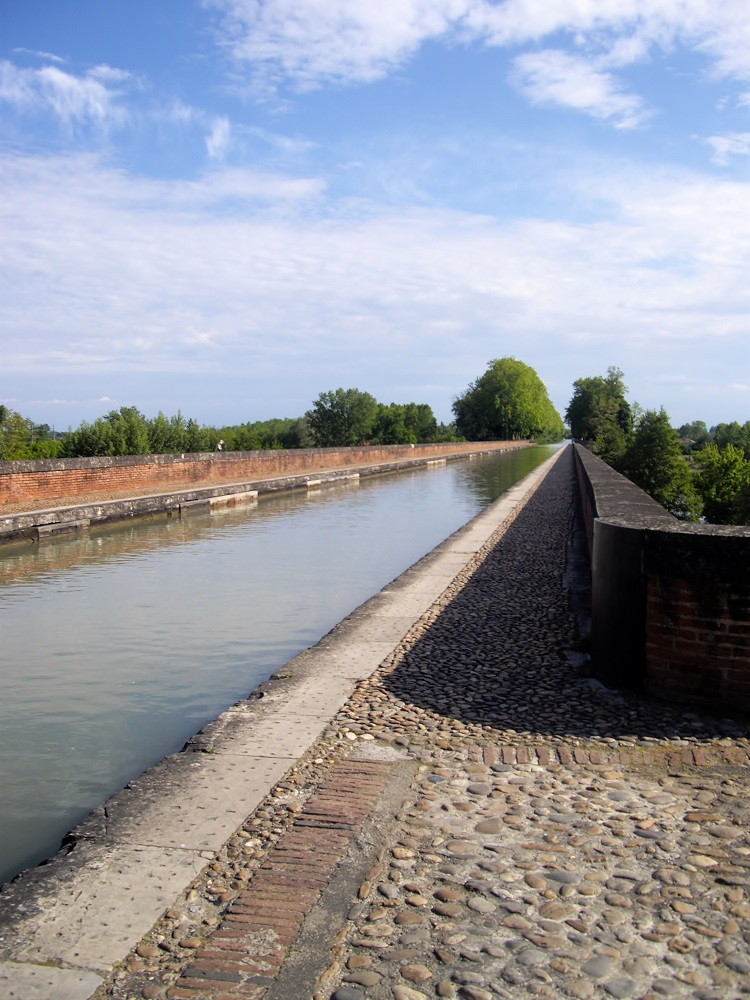
Zicht op de brug

De Kanaalbrug van Cacor is een kanaalbrug in de gemeente Moissac in het zuiden van Frankrijk. Dit bevaarbare aquaduct maakt deel uit van het Canal latéral à la Garonne en overbrugt de Tarn.
De lengte van de brug is 356 meter en telt 13 bogen. De brug werd gebouwd in 1844 naar een ontwerp van de pont Napoléon door ingenieur François Terrié.
De constructie heeft de status van monument historique sinds 1997.